# Очищувач диску
Очищувач диску — комп'ютерна програма, яка знаходить і видаляє потенційно непотрібні або небажані файли з комп'ютера. Мета видалення — звільнити простір на диску і видалити файли, які є проблемами приватності.

## Непотрібні файли
Файли які видаляє очищувач диску:
- Сміттєві файли (Recycle Bin)
- Тимчасові файли
- Різні системні кеши
- Дампи пам'яті
- Системний журнал
- Старі дані
- Завантажені програмні файли
- Неправильні ярлики
- Залишкові файли після оновлення Windows
- Кеш браузерів
- Файли cookies
- Кеш інших програм

## Програмне забезпечення
Очищувачі диску:
- T4G PC PRO
- BleachBit
- CCleaner
- CleanGenius
- DisCleaner
- Disk Cleanup — вбудований в Windows
- SlimCleaner
- Temp File Cleaner

Програми, які мають функціональність очищення диска:
- Acronis True Image
- Advanced SystemCare
- Advanced System Optimizer
- FixCleaner
- Glary Utilities
- Jv16 powertools
- Norton Utilities
- PC Bean & Clean
- Revo Uninstaller
- System Mechanic
- TuneUp Utilities
- Wise Disk Cleaner
- SpeedUpMyPC